# یولیا آوگ
یولیا آوگ (روسی: Юлия Артуровна Ауг؛ زادهٔ ۸ ژوئن ۱۹۷۰) بازیگر، کارگردان فیلم و فیلم‌نامه‌نویس اهل روسیه است.
از فیلم‌ها یا برنامه‌های تلویزیونی که وی در آن نقش داشته‌است می‌توان به کوپه شماره ۶ و همسر چایکوفسکی اشاره کرد.
وی همچنین برندهٔ جوایزی همچون جایزه نیکا شده‌است.